# Carmen (cântec)
„Carmen” este un cântec al cântăreței americane Lana Del Rey, de pe al doilea ei album de studio Born to Die (2012). Acesta a fost lansat ca un single promoțional pe magazinele online de iTunes în țări precum Germania, Austria și Elveția pe data de 26 ianuarie 2012 prin intermediul casei de discuri Universal Music Group. Un videoclip pentru piesă a fost regizat de către ea însăși și a fost lansat pe data de 21 aprilie 2012. În timpul recenziilor pentru album, „Carmen” i-a adus aprecieri din partea criticilor, mare lor majoritate lăudând versurile melodiei.

## Istoricul lansărilor
| Țară      | Dată             | Format              | Casă de discuri       | Ref.  |
| --------- | ---------------- | ------------------- | --------------------- | ----- |
| Australia | 26 ianuarie 2012 | Descărcare digitală | Universal Music Group | [ 1 ] |
| Germania  | 26 ianuarie 2012 | Descărcare digitală | Universal Music Group | [ 2 ] |
| Elveția   | 26 ianuarie 2012 | Descărcare digitală | Universal Music Group | [ 3 ] |